# Николай Банков
Николай Банков (роден на 19 ноември 1990 г.) е български футболист, вратар, състезател на Ботев (Враца).

## Кариера
Банков започва кариерата си в родния си град Добрич, играейки в ДЮШ на местния отбор Добруджа (Добрич).
От 2008 г. той е част от младежкия национален отбор по футбол на България (до 19 години), а същата годона подписва договор с варненския Спартак. Играе за варненци до 2010 година, когато договорът му изтича и преминава в редиците на Миньор (Пк).